# Одесский международный кинофестиваль
Оде́сский междунаро́дный кинофестива́ль (укр. Одеський міжнародний кінофестиваль) — ежегодный кинофестиваль, который проводится в Одессе (Украина) в середине июля. Впервые состоялся 16—24 июля 2010 года.
Первые два года фестиваль позиционировал себя, как фестиваль фильмов с особым чувством юмора. Начиная с 2012 года фестиваль расширил направленность и заявил о себе, как фестиваль арт-мейнстрима: кино высокого художественного уровня, рассчитанное на широкую аудиторию.
С 2016 года конкурсная программа состоит из трёх полноценных разделов: Международная конкурсная программа полнометражных фильмов, Украинская национальная конкурсная программа и Конкурс европейских документальных фильмов.
Организаторы кинособытия поставили перед собой амбициозные цели: превратить его в один из главных кинофорумов Восточной Европы, называя Одесский кинофестиваль «восточноевропейскими Каннами».

## История
Первый Одесский международный кинофестиваль Архивировано 11 мая 2012 года. состоялся с 16 по 24 июля 2010 года, представив зрителям конкурсную программу из 16-ти полнометражных картин и внеконкурсную часть из более чем 50 фильмов. Основной площадкой — Фестивальным Центром, в котором проходили все конкурсные показы и главные события фестиваля, первые два года был одесский кинотеатр «Родина». Начиная с третьего фестиваля в 2012 году, главной площадкой стал Фестивальный Дворец, 1260-местный зал Одесского театра музыкальной комедии. Кинотеатр «Родина» остался Фестивальным центром, в котором проходят показы Украинской национальной конкурсной программы, внеконкурсных программ и ретроспектив, а также проводятся мастер-классы Летней киношколы.
Церемония открытия и закрытия, а также традиционная для кинофестивалей «красная дорожка», проводится в знаменитом Одесском театре оперы и балета — одном из наиболее известных архитектурных памятников Украины.

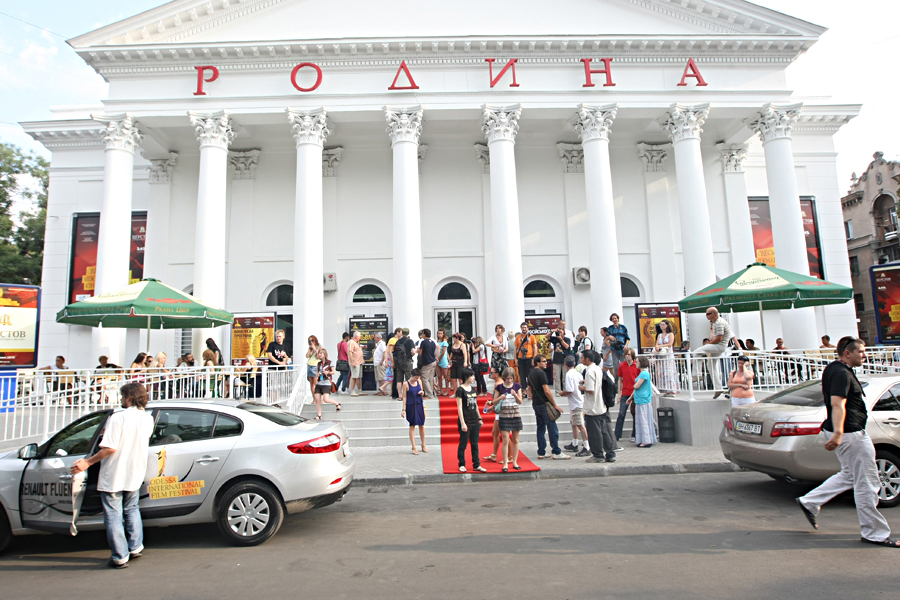
Фестивальный центр в кинотеатре «Родина»

Фестивальные показы охватывают три основные площадки: Фестивальный Дворец, Фестивальный центр в кинотеатре «Родина», Зелёный театр Stella Artois.
Главным призом фестиваля является статуэтка «Золотой Дюк»,- обновлённая версия одноимённого приза, созданного известным одесским скульптором Михаилом Ревой для некогда резонансного кинофестиваля «Золотой Дюк», который состоялся в Одессе в 1988 году. Первые два года главный приз Одесского кинофестиваля вручался на основе решения жюри. Начиная с 2012 года Гран-при Одесского кинофестиваля вручается по итогам зрительского голосования.
На фестивале работает Международное жюри, которое оценивает Международную конкурсную программу и вручает призы за Лучший полнометражный фильм, Лучшую режиссуру, Лучшую актёрскую работу. С 2012 года на фестивале появилась ещё одна конкурсная программа — Украинский национальный конкурс, в котором приз за лучший украинский фильм определяет Жюри украинской конкурсной программы. С 2016 года жюри Конкурса европейских документальных фильмов выбирает лучшую полнометражную документальную ленту.

Фестивальный Дворец

Уже первый фестиваль посетило более 40 тысяч зрителей. В следующем, 2011 году динамика возросла почти вдвое: показы посетило более 70 тысяч зрителей, было аккредитовано около 450 журналистов с Украины, из России, Германии, США, Румынии, Италии и других стран. На третьем Одесском кинофестивале в 2012 году показы посетило около 100 тысяч зрителей, было аккредитовано около 4500 гостей и 700 представителей СМИ, аудитория телетрансляций Церемоний открытия и закрытия составила около 3 млн человек, в программе было представлено 85 фильмов из 40 стран.
В рамках фестиваля также динамично развивается особый спецпроект — «Летняя киношкола»: серия мастер-классов, которыезнаменитые фестивальные гости проводят для слушателей киношколы: студентов киноспециальностей и просто всех желающих киноманов. На втором фестивале «Летняя киношкола» была дополнена ещё одним новым направлением — «Сценарной мастерской»: ряд семинаров для ограниченного круга сценаристов, прошедших предварительный отбор в конкурсе сценариев. На третьем фестивале в 2012 году, в рамках Летней киношколы работала «Школа кинокритиков».
Позже на фестивале появились новые направления для кинопрофессионалов — Кинорынок, Питчинг проектов и Work in progress.
В 2011 году, в последний день своей работы, Одесский кинофестиваль получил знак отличия от авторитетного международного сообщества журналистов — Голивудской ассоциации зарубежной прессы (Hollywood Foreign Press Association) HFPA, вручающей премию «Золотой Глобус». Почётный знак отличия на фестивале передал член HFPA Габриель Лерман.
На четвёртом Одесском кинофестивале в 2013 году учреждён новый приз за лучший украинский короткометражный фильм. Также на 4-м фестивале состоялась ретроспектива фильмов Сергей Параджанова.
С 2016 года на фестивале действует видеорум.
Во время 8-го ОМКФ в рамках секции Film Industry Office, помимо традиционного питчинга полнометражных проектов и презентаций кинолент на стадии Work in Progress, прошёл конкурс проектов сериалов Odesa IFF ScripTeast Series Projects и Actor’s Workshop.

## Конкурсная программа
Фестиваль имеет три конкурсные программы: Международная конкурсная программа полнометражных фильмов, Украинская национальная конкурсная программа и Конкурс европейских документальных фильмов.
В Международную конкурсную программу отбираются новые полнометражные фильмы, завершённые после 1 января предыдущего года, и премьеры которых ещё не состоялись на территории Украины на момент начала фестиваля.
К участию в Европейском документальном конкурсе принимаются полнометражные документальные фильмы, которые были произведены полностью или в копродукции при мажоритарной доле компаний из следующих стран: Украина, Германия, Великобритания, Франция, Италия, Испания, Дания, Польша, Нидерланды, Швеция, Бельгия, Израиль, Австрия, Финляндия, Норвегия, Ирландия, Швейцария, Чехия, Венгрия, Исландия, Греция, Россия, Хорватия, Эстония, Румыния, Болгария, Словакия, Сербия, Босния и Герцеговина, Словения, Португалия, Турция, Люксембург, Македония, Грузия, Армения, Литва, Кипр, Албания, Косово.
Селекцию фильмов осуществляет отборочная комиссия, а основным критерием отбора является кино высокого художественного уровня, рассчитанное на широкую аудиторию, что является главной концепцией международной конкурсной программы.
В Украинскую национальную конкурсную программу отбираются короткометражные и полнометражные фильмы, завершённые после 1 января предыдущего года. Селекция фильмов в Украинский национальный конкурс осуществляется отборочной комиссией украинской конкурсной программы.
Формат фильмов — плёнка (35 мм) или цифровой (DCP).

## Жюри
Фильмы конкурсной программы оценивает международное жюри, в состав которого входят деятели кино и культуры, известные режиссёры, актёры, кинокритики, кинопродюсеры. Состав жюри определяет дирекция фестиваля.
С 2011 по 2013 год, наряду с международным жюри, на фестивале также работало жюри Международной федерации киноклубов FICC (приз «Дон Кихот»), а также Национальное жюри кинокритиков, жюри «Украинская лаборатория» (премия им. Николая Шустова за лучший украинский фильм).
С 2016 года на фестивале работает жюри Международной конкурсной программы, жюри Национальной конкурсной программы, жюри Конкурса европейских документальных фильмов и жюри Международной федерации кинопрессы (FIPRESCI), а в рамках профессиональной секции — жюри Питчинга и Work in Progress

## Награды
Главный приз Одесского кинофестиваля — статуэтка «Золотой Дюк» и денежное вознаграждение в размере 10 000 евро. Вручается режиссёру фильма на основе зрительского голосования.
Жюри Международной конкурсной программы вручает премии и призы в следующих категориях:
• Лучший фильм (денежное вознаграждение 5 000 евро режиссёру фильма и статуэтка «Дюк ОМКФ»)
• Лучший режиссёр (денежное вознаграждение 3 000 евро режиссёру фильма и статуэтка «Дюк ОМКФ»)
• Лучшая актёрская работа (денежное вознаграждение 2000 евро актёру/ актрисе и статуэтка «Дюк ОМКФ»)
Жюри может вручить дополнительно две награды:
• Специальные награды жюри
Жюри Национальной конкурсной программы вручает награду в следующих категориях:
• Статуэтка «Золотой Дюк» за лучший полнометражный украинский фильм (денежное вознаграждение в размере 100 000 гривен режиссёру картины)
• Статуэтка «Дюк ОМКФ» за лучшую режиссёрскую работу в категории «Украинский полнометражный фильм» (денежное вознаграждение в размере 60 000 гривен режиссёру картины)
• Статуэтка «Дюк ОМКФ» за лучшую актёрскую работу (денежное вознаграждение в размере 50 000 гривен режиссёру картины)
• Статуэтка «Дюк ОМКФ» за лучший украинский короткометражный фильм (денежное вознаграждение в размере 50 000 гривен режиссёру картины)
Жюри Национального конкурса может вручить одну дополнительную награду:
• Специальный диплом жюри любому фильму или члену творческой группы.
Жюри Конкурса европейских документальных фильмов вручает призы в таких категориях:
• Статуэтка «Золотой Дюк» за лучший документальный фильм (денежное вознаграждение в размере 2 000 евро режиссёру картины)
Жюри Конкурса европейских документальных фильмов может вручить:
• Специальный диплом жюри любому фильму или члену творческой группы
С 2010 по 2012, наряду с основными призами фестиваля, на фестивале также вручался приз «Дон Кихот» жюри Международной федерации киноклубов FICC, а с 2012 года — Диплом Международной федерации кинопрессы (FIPRESCI).

## Внеконкурсная программа
Кроме основного конкурса, на фестивале представлены внеконкурсные разделы: традиционная для многих кинофорумов программа «Фестиваль фестивалей» из последних хитов мировых кинофестивалей, эксклюзивные премьеры наиболее резонансных произведений киноискусства (раздел «Гала-премьеры»), а также специальные показы, ретроспективы, и др.

## Специальные события

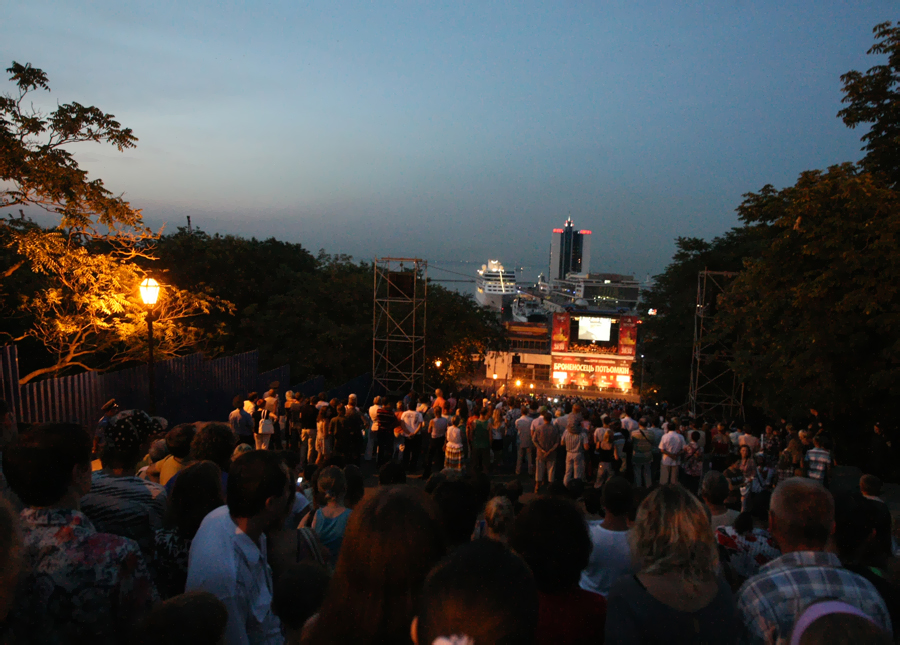
Киноконцерт «Броненосец Потемкин» на Потемкинской лестнице в рамках Первого Одесского кинофестиваля-2010

Специальным грандиозным событием, начиная с самого первого фестиваля, становятся его резонансные open-air на знаменитой одесской Потемкинской лестнице, которая на один из фестивальных вечеров превращается в громадный кинотеатр под открытым небом. Open-air-показ традиционно проходит на второй день кинофестиваля и собирает более 15 000 зрителей 
На 1-м Одесском кинофестивале-2010 на ступенях Потемкинской лестнице состоялась демонстрация шедевра Сергея Эйзенштейна «Броненосец Потемкин» в живом сопровождении симфонического оркестра, что положило начало традиции фестивальных опен-эйров. На 2-м ОМКФ в 2011 году на Потемкинской лестнице, также в сопровождении симфонического оркестра, была показана полная версия шедевра Фрица Ланга «Метрополис» (1927г), который собралось посмотреть более 2 тысяч зрителей. В 2012 году, на третьем фестивале, на Потемкинской лестнице симфонический оркестр сопровождал показ фильма Чарли Чаплина «Огни большого города», который зрителям представляла его дочь — актриса Джеральдин Чаплин. В 2013-м году была показана кинопоэма «Восход солнца» Фридриха Мурнау. В рамках 5-го ОМКФ на Потемкинской лестнице прошёл показ ленты «Шантаж» Альфреда Хичкока. Во время 6-го ОМКФ в 2015 году прошёл показ фильма «Человек с киноаппаратом» Дзиги Вертова, а в 2016 — «Шерлок Холмс» Артура Бертелета под музыку Дональда Сосина в сопровождении симфонического оркестра. Во время 8-го ОМКФ на Потемкинской лестнице была показана кинолента Жюльена Дювивье «Дамское счастье» 1930 года по мотивам одноимённого романа Эмиля Золя. Показ прошёл под музыкальное оформление канадского композитора Габриэля Тибодо, вокальные партии исполнила солистка Софи Фурнье .
Начиная со второго фестиваля 2011 года, зрители также получили ещё одну точку open-air: лестница на Ланжероновском спуске, где каждый вечер демонстрируется кино под открытым небом для всех желающих. С 2017 года вместо Ланжероновского спуска open-air-показы проводятся в Зелёном театре Stella Artois.
На фестивале 2014 года был проведён сбор средств для украинского режиссёра Олега Сенцова, находящегося в заключении в России.

## Профессиональная секция
Секция Film Industry Office была основана как платформа для профессиональной коммуникации, поддержки и развития украинских кинопроектов и киноиндустрии в целом, а также для презентации украинской киноиндустрии международному сообществу.
В рамках секции проводится питчинг полнометражных кинопроектов, находящихся на стадии «предпродакшн», а также презентация проектов Work in Progress — полнометражных фильмов на финальной стадии производства, запланированных для кинотеатрального проката.
Участниками секции могут стать дистрибьюторы, баеры, фестивальные отборщики, представители киноучреждений и специализированных кинокомпаний, инвесторы, авторы фильмов (актёры, режиссёры, сценаристы, операторы, художники-постановщики), продюсеры .

## Летняя киношкола

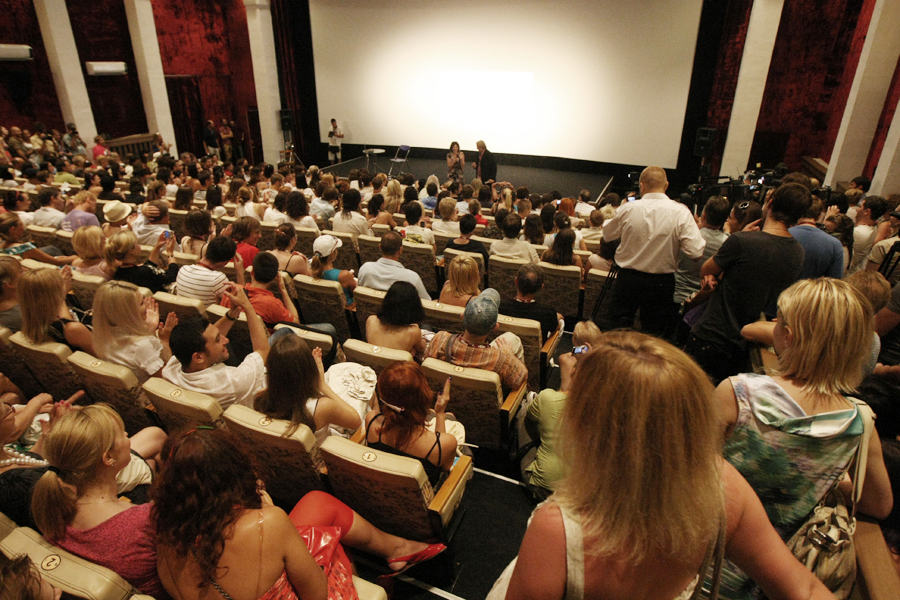
Мастер-классы на Одесском кинофестивале

Специальный проект Одесского кинофестиваля — «Летняя киношкола» проводится для студентов киновузов, студентов любых других специальностей и просто всех тех, кто считает себя ценителем кино. Во время фестиваля для участников «Летней киношколы» организуются мастер-классы профессионалов мировой киноиндустрии — гостей ОМКФ.
За это время мастер-классы на ОМКФ проводили голливудские актёры Рутгер Хауэр, Джон Малкович и Майкл Мэдсен, кинорежиссёры Питер Гринуэй, Кшиштоф Занусси, Вадим Перельман, Отар Иоселиани, Кира Муратова, Йос Стеллинг, Тодд Солондз, Нана Джорджадзе, Александр Митта, Сергей Соловьёв, актёр и режиссёр Ежи Штур, актриса Джеральдина Чаплин, режиссёр и сценарист Агнешка Холланд, киноведы Андрей Плахов, Наум Клейман, актёр Эйдан Тернер, режиссёр Сергей Лозница, сценарист и Агнешка Холланд, режиссёр Кристиан Петцольд, актриса Сибель Кекилли, актриса Ада Роговцева, актёр Эрик Робертс, актриса Жалклин Биссет, актёр Дени Лаван и другие.

## Фестивальные вечеринки

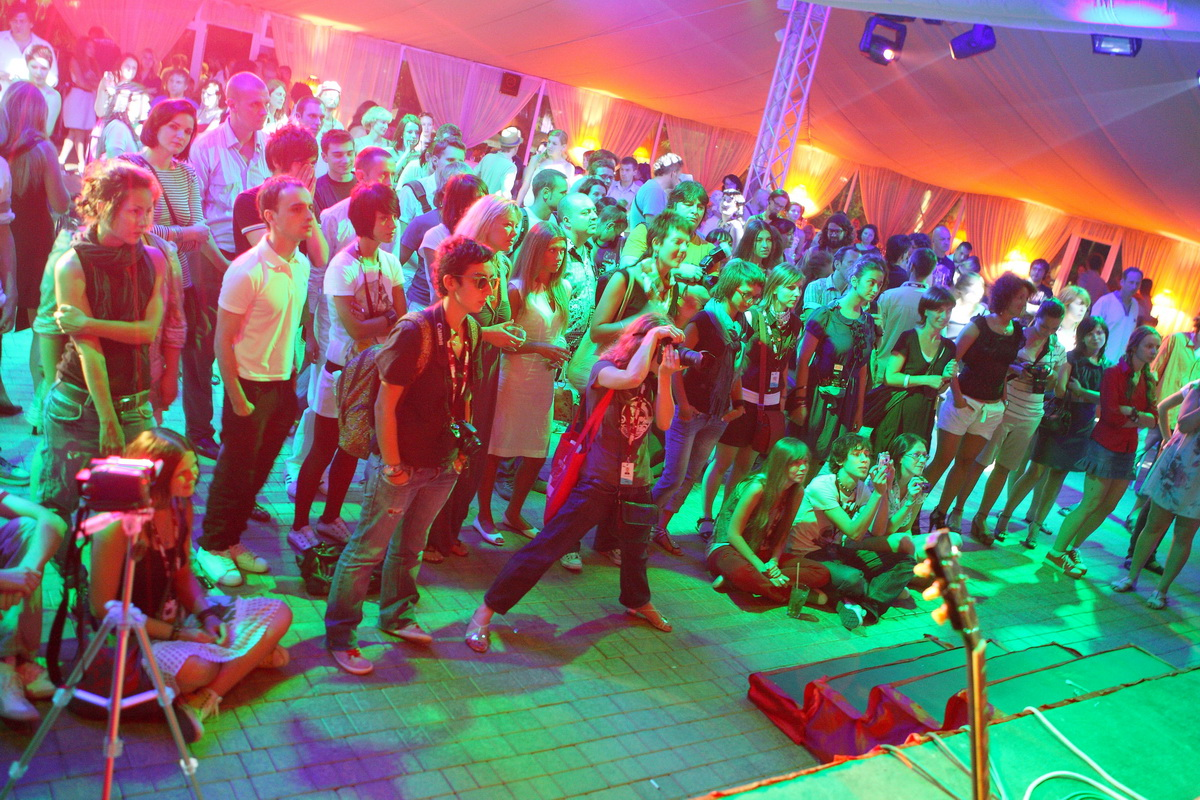
Фестивальная вечеринка в Otrada beach club

Завершением насыщенного фестивального дня на Одесском кинофестивале становятся яркие вечеринки, которые проходят каждый вечер в одесских клубах, ресторанах или под открытым небом.
Гостей ждут интересные и разнообразные события — от элитных джазовых вечеров до демократичных концертов молодых команд и выступлений популярных диджеев.

## Победители фестиваля
2010 год — Главный приз «Золотой Дюк» за лучший фильм — «Детям до 16…», режиссёр Андрей Кавун  Россия.
 2011 год — Главный приз «Золотой Дюк» за лучший фильм — «Сорванец», режиссёр Селин Сьямма  Франция.
2012 год — Гран-при «Золотой Дюк» — «Сломленные», режиссёр Руфус Норрис  Великобритания
.
Приз «Золотой Дюк» за лучший украинский фильм — «Чемпионы из подворотни», режиссёр Ахтем Сейтаблаев  Украина.
2013 год — Гран-при «Золотой Дюк» и приз За лучший фильм — «Географ глобус пропил», режиссёр Александр Велединский  Россия.
Приз «Золотой Дюк» за лучший украинский фильм — «Параджанов», режиссёры Елена Фетисова и Серж Аведикян  Украина,  Грузия,  Армения,  Франция.
2014 год — Гран-при «Золотой Дюк» — «Мотивации ноль», режиссёр Талья Лави  Израиль. Приз За лучший фильм — «Свидания вслепую», режиссёр Леван Когуашвили  Грузия Украина.
Приз «Золотой Дюк» за лучший украинский фильм — «Затмение» («Присмерк»), режиссёр Валентин Васянович  Украина
2015 год — Гран-при «Золотой Дюк» — «Мустанг», режиссёр Дениз Гамзе Ергювен  Турция. Приз За лучший фильм — «Песнь песней», режиссёр Ева Нейман
Приз «Золотой Дюк» за лучший украинский фильм — «Песнь песней», режиссёр Ева Нейман  Украина
2016 год — Гран-при «Золотой Дюк» — «Кто горит, горит, горит…», режиссёр Чания Баттон  Великобритания. Приз За лучший фильм — «Незаконные», режиссёр Адриану Ситтару  Румыния.
Приз «Золотой Дюк» за лучший украинский фильм — «Гнездо горлицы», режиссёр Тарас Ткаченко  Украина.
2017 год — Гран-при «Золотой Дюк» — «Король бельгийцев», режиссёры Петер Броссенс, Джессика Вудворт  Бельгия,  Нидерланды,  Болгария. Приз За лучший фильм — «Лето 1993», режиссёр Карла Симон  Испания
2018 год — Гран-при «Золотой Дюк» — «Хрусталь», режиссёр Дарья Жук  Беларусь,  Германия,  США,  Россия. Приз За лучший фильм — «Жалость», режиссёр Бабис Макридис  Греция,  Польша